# Малая Романовка (Тамбовская область)
Малая Романовка — деревня в Мордовском районе Тамбовской области России. Входит в состав Мордовского поссовета.

## География
Деревня находится в юго-западной части Тамбовской области, в лесостепной зоне, в пределах Окско-Донской низменной равнины, при автодороге 68А-006, на расстоянии примерно 2 километров (по прямой) к юго-востоку от Мордова, административного центра района. Абсолютная высота — 154 метра над уровнем моря.

### Климат
Климат умеренно континентальный, относительно сухой, с холодной продолжительной зимой и тёплым летом. Средняя температура воздуха самого холодного месяца (января) — − −10,6 °C (абсолютный минимум — −39 °C); самого тёплого месяца (июля) — 20,6 °C (абсолютный максимум — 40 °С). Продолжительность периода с положительной температурой колеблется от 145 до 150 дней. Среднегодовое количество атмосферных осадков составляет 450—475 мм, из которых большая часть выпадает в тёплый период. Снежный покров держится в течение 135 дней.

### Часовой пояс
Деревня Малая Романовка, как и вся Тамбовская область, находится в часовой зоне МСК (московское время). Смещение применяемого времени относительно UTC составляет +3:00.

## Население
| 2010 |
| ---- |
| 94   |

### Половой состав
По данным Всероссийской переписи населения 2010 года в гендерной структуре населения мужчины составляли 45,7 %, женщины — соответственно 54,3 %.

### Национальный состав
Согласно результатам переписи 2002 года, в национальной структуре населения русские составляли 98 % из 89 чел.